# Adrian Noble
Adrian Keith Noble (Londen, 19 juli 1950) is een Engelse televisieregisseur en acteur. Noble was van 1993 tot 2003 werkzaam in de Royal Shakespeare Company. Hij volgde zijn opleiding aan de Chichester High School en de universiteit van Bristol. Zijn professionele loopbaan als regisseur startte aan het London Drama Centre. Van daaruit stapte hij over naar het gemeenschapstheater en jeugdtheater. In 1976 ging hij naar de Bristol Old Vic Theatre en werd hij een regisseur voor tv-producties. Hij maakte er promotie: van 1976 tot 1979 was hij er associate director nadat hij eerst resident director was.
In 1980-1981 was hij werkzaam in het Royal Exchange Theatre in Manchester waar hij onder meer de productie regisseerde van Duchesse of Malfi waarvoor hij de London Critics Award en de Drama Award won, samen met zijn werk van Dokter Faust en A Doll's House. Hij heeft in de loop van zijn carrière 120 Oliver Award nominaties gekregen.

## Werken bij de Royal Shakespeare Company
In 1980 ging Noble bij de RSC werken, als assistent-regisseur. Zijn eerste productie daar was Ostrovskys Two Sisters. In 1988 werd hij gepromoveerd tot artistiek regisseur voor al de seizoenen bij RSC. In 1989 nam Noble ontslag bij RSC, hij zocht een andere uitdaging en ging werken bij de Peter Hall Company, waar hij The Fairy Queen regisseerde. Hij is ook werkzaam geweest in de 'Manhattan Theatre Club' en in het 'Kent Opera House'. Verder heeft hij tijdens zijn pauze van RSC ook producties als Giovani, in een circustent geregisseerd in Parijs. Na zijn zoektocht naar zelfstandigheid arriveerde hij in maart 1991 terug bij het RSC.
Zijn werken zijn onder meer:
- A New Way to Pay Old Debts
- The Comedy of Errors
- Measure for Measure
- King Lear
- Antony and Cleopatra
- The Winters Tale (waarvoor hij een Globe Award als beste regisseur kreeg)
- Henry V
- Dessert Air
- As You Like It
- Macbeth
- Kiss me Kate
- Chitty, Chitty Bang, Bang
- A Midsummer Night's Dream

Monteverdi-Il Ritorno D'Ulisse In Patria (1996 
Verder heeft Noble verscheidene onderscheidingen ontvangen voor zijn werk dusver van volgende universiteiten: Birmingham University in 1994, Bristol University, 1996, Exter, 1999, Warwick, 2001, Londen Institute ook in 2001, en een eretitel in Middle Temple eveneens in 2001.
- Bibsys: 3095301
- Bibliothèque nationale de France: cb14693326v (data)
- Gemeinsame Normdatei: 136078206
- International Standard Name Identifier: 0000 0003 9896 2920
- Library of Congress Control Number: no2011130809
- Nationale Bibliotheek van Tsjechië: xx0179391
- Nederlandse Thesaurus van Auteursnamen: 315090219
- SNAC: w6rn7nrk
- Système universitaire de documentation: 079418368
- Virtual International Authority File: 185406305
- WorldCat: E39PBJhX3TWDbX9xDvgWyMxhpP